# Stiromesostenus rufus
Stiromesostenus rufus là một loài tò vò trong họ Ichneumonidae.